# Saint-Martin-de-Mieux
Saint-Martin-de-Mieux település Franciaországban, Calvados megyében. Lakosainak száma 391 fő (2022. január 1.). Saint-Martin-de-Mieux Cordey, Falaise, Fourneaux-le-Val, Martigny-sur-l’Ante, Noron-l’Abbaye, Saint-Pierre-du-Bû és Bazoches-au-Houlme községekkel határos.

## Népesség
A település népessége az elmúlt években az alábbi módon változott:
| Lakosok száma | 225  | 297  | 379  | 399  | 447  | 458  | 423  | 398  | 393  | 391  |
|               | 1968 | 1982 | 1990 | 2006 | 2013 | 2015 | 2017 | 2019 | 2020 | 2022 |